# Lita Ford
Lita Ford (London, 1958. szeptember 19. –) amerikai rock/metal-zenész, a The Runaways együttes korábbi gitárosa.

## Pályafutása
Apja angol volt, anyja olasz. Később Los Angelesbe költözött szüleivel együtt. 1975-ben lépett be a Runaways együttesbe, ahol többek között Joan Jett is játszott. Az itt töltött idő alatt több album kiadásában vett részt. Miután feloszlott a banda, Lita Ford szólóénekesi karrierbe kezdett, 1980-ban. Korábban Chris Holmes gitáros, majd Jim Gillette zenész volt a férje. 2011-ben viszont elváltak. Lita azóta egyedül él. 1996-tól 2007-ig visszavonultan élt, majd 2008-ban visszatért a nyilvánosság elé és azóta is zenél.

## Diszkográfia
- Out for Blood (1983)
- Dancin' on the Edge (1984)
- Lita (1988)
- Stiletto (1990)
- Dangerous Curves (1991)
- Black (1995)
- Wicked Wonderland (2009)
- Living like a Runaway (2012)
- Time Capsule (2016)

## Fordítás
- Ez a szócikk részben vagy egészben  a   Lita Ford című angol Wikipédia-szócikk fordításán alapul.  Az eredeti cikk szerkesztőit annak laptörténete sorolja fel. Ez a jelzés csupán a megfogalmazás eredetét és a szerzői jogokat jelzi, nem szolgál a cikkben szereplő információk forrásmegjelöléseként.